# Bonde (schack)
Bonden (♙,♟) är en av de sex schackpjäserna. Jämfört med de andra pjäserna har bonden en begränsad rörlighet och den är därför den svagaste pjäsen.
Vid ett schackpartis början har de två spelarna åtta bönder vardera, placerade i den näst bakersta raden framför de övriga pjäserna. Bönderna kan därifrån bara röra sig framåt, mot motståndarens ställning.
Bönderna brukar benämnas efter vilken linje de står på. Bonden på g-linjen kallas för g-bonden. Ibland benämns bönderna också efter vilken pjäs som ursprungligen står bakom den. Bönderna på b- och g-linjen kan då kallas för springarbönder.

## Placering och rörelsemönster
I början av partiet är de vita bönderna uppställda på andra raden och de svarta på sjunde.
Bonden kan i ett drag bara röra sig ett steg framåt men får inte slå ut en motståndarpjäs i den riktningen. I första draget kan den också gå två steg om inget blockerar dess väg. För att slå en motståndarpjäs måste den slå ett steg diagonalt framåt. 
Bonden kan dessutom slå enligt specialdraget en passant. 
Om en bonde flyttas två steg, och därvid passerar ett fält kontrollerat av en motståndarbonde, får motståndaren i sitt omedelbart efterföljande drag lov att slå denna med sin egen bonde som om den bara gått ett steg.
När en bonde når sista raden måste den omedelbart bytas ut mot en ny dam, torn, löpare eller springare av samma färg. Detta kallas promovering eller förvandling. Eftersom man normalt byter ut bonden mot en dam (som är den starkaste pjäsen) så kallas det också att bonden "går i dam".
|   | a | b | c | d | e | f | g | h |   |
| 8 | a7 svart bonde · b7 svart bonde · c7 svart bonde · d7 svart bonde · e7 svart bonde · f7 svart bonde · g7 svart bonde · h7 svart bonde · a2 vit bonde · b2 vit bonde · c2 vit bonde · d2 vit bonde · e2 vit bonde · f2 vit bonde · g2 vit bonde · h2 vit bonde | a7 svart bonde · b7 svart bonde · c7 svart bonde · d7 svart bonde · e7 svart bonde · f7 svart bonde · g7 svart bonde · h7 svart bonde · a2 vit bonde · b2 vit bonde · c2 vit bonde · d2 vit bonde · e2 vit bonde · f2 vit bonde · g2 vit bonde · h2 vit bonde | a7 svart bonde · b7 svart bonde · c7 svart bonde · d7 svart bonde · e7 svart bonde · f7 svart bonde · g7 svart bonde · h7 svart bonde · a2 vit bonde · b2 vit bonde · c2 vit bonde · d2 vit bonde · e2 vit bonde · f2 vit bonde · g2 vit bonde · h2 vit bonde | a7 svart bonde · b7 svart bonde · c7 svart bonde · d7 svart bonde · e7 svart bonde · f7 svart bonde · g7 svart bonde · h7 svart bonde · a2 vit bonde · b2 vit bonde · c2 vit bonde · d2 vit bonde · e2 vit bonde · f2 vit bonde · g2 vit bonde · h2 vit bonde | a7 svart bonde · b7 svart bonde · c7 svart bonde · d7 svart bonde · e7 svart bonde · f7 svart bonde · g7 svart bonde · h7 svart bonde · a2 vit bonde · b2 vit bonde · c2 vit bonde · d2 vit bonde · e2 vit bonde · f2 vit bonde · g2 vit bonde · h2 vit bonde | a7 svart bonde · b7 svart bonde · c7 svart bonde · d7 svart bonde · e7 svart bonde · f7 svart bonde · g7 svart bonde · h7 svart bonde · a2 vit bonde · b2 vit bonde · c2 vit bonde · d2 vit bonde · e2 vit bonde · f2 vit bonde · g2 vit bonde · h2 vit bonde | a7 svart bonde · b7 svart bonde · c7 svart bonde · d7 svart bonde · e7 svart bonde · f7 svart bonde · g7 svart bonde · h7 svart bonde · a2 vit bonde · b2 vit bonde · c2 vit bonde · d2 vit bonde · e2 vit bonde · f2 vit bonde · g2 vit bonde · h2 vit bonde | a7 svart bonde · b7 svart bonde · c7 svart bonde · d7 svart bonde · e7 svart bonde · f7 svart bonde · g7 svart bonde · h7 svart bonde · a2 vit bonde · b2 vit bonde · c2 vit bonde · d2 vit bonde · e2 vit bonde · f2 vit bonde · g2 vit bonde · h2 vit bonde | 8 |
| 7 | a7 svart bonde · b7 svart bonde · c7 svart bonde · d7 svart bonde · e7 svart bonde · f7 svart bonde · g7 svart bonde · h7 svart bonde · a2 vit bonde · b2 vit bonde · c2 vit bonde · d2 vit bonde · e2 vit bonde · f2 vit bonde · g2 vit bonde · h2 vit bonde | a7 svart bonde · b7 svart bonde · c7 svart bonde · d7 svart bonde · e7 svart bonde · f7 svart bonde · g7 svart bonde · h7 svart bonde · a2 vit bonde · b2 vit bonde · c2 vit bonde · d2 vit bonde · e2 vit bonde · f2 vit bonde · g2 vit bonde · h2 vit bonde | a7 svart bonde · b7 svart bonde · c7 svart bonde · d7 svart bonde · e7 svart bonde · f7 svart bonde · g7 svart bonde · h7 svart bonde · a2 vit bonde · b2 vit bonde · c2 vit bonde · d2 vit bonde · e2 vit bonde · f2 vit bonde · g2 vit bonde · h2 vit bonde | a7 svart bonde · b7 svart bonde · c7 svart bonde · d7 svart bonde · e7 svart bonde · f7 svart bonde · g7 svart bonde · h7 svart bonde · a2 vit bonde · b2 vit bonde · c2 vit bonde · d2 vit bonde · e2 vit bonde · f2 vit bonde · g2 vit bonde · h2 vit bonde | a7 svart bonde · b7 svart bonde · c7 svart bonde · d7 svart bonde · e7 svart bonde · f7 svart bonde · g7 svart bonde · h7 svart bonde · a2 vit bonde · b2 vit bonde · c2 vit bonde · d2 vit bonde · e2 vit bonde · f2 vit bonde · g2 vit bonde · h2 vit bonde | a7 svart bonde · b7 svart bonde · c7 svart bonde · d7 svart bonde · e7 svart bonde · f7 svart bonde · g7 svart bonde · h7 svart bonde · a2 vit bonde · b2 vit bonde · c2 vit bonde · d2 vit bonde · e2 vit bonde · f2 vit bonde · g2 vit bonde · h2 vit bonde | a7 svart bonde · b7 svart bonde · c7 svart bonde · d7 svart bonde · e7 svart bonde · f7 svart bonde · g7 svart bonde · h7 svart bonde · a2 vit bonde · b2 vit bonde · c2 vit bonde · d2 vit bonde · e2 vit bonde · f2 vit bonde · g2 vit bonde · h2 vit bonde | a7 svart bonde · b7 svart bonde · c7 svart bonde · d7 svart bonde · e7 svart bonde · f7 svart bonde · g7 svart bonde · h7 svart bonde · a2 vit bonde · b2 vit bonde · c2 vit bonde · d2 vit bonde · e2 vit bonde · f2 vit bonde · g2 vit bonde · h2 vit bonde | 7 |
| 6 | a7 svart bonde · b7 svart bonde · c7 svart bonde · d7 svart bonde · e7 svart bonde · f7 svart bonde · g7 svart bonde · h7 svart bonde · a2 vit bonde · b2 vit bonde · c2 vit bonde · d2 vit bonde · e2 vit bonde · f2 vit bonde · g2 vit bonde · h2 vit bonde | a7 svart bonde · b7 svart bonde · c7 svart bonde · d7 svart bonde · e7 svart bonde · f7 svart bonde · g7 svart bonde · h7 svart bonde · a2 vit bonde · b2 vit bonde · c2 vit bonde · d2 vit bonde · e2 vit bonde · f2 vit bonde · g2 vit bonde · h2 vit bonde | a7 svart bonde · b7 svart bonde · c7 svart bonde · d7 svart bonde · e7 svart bonde · f7 svart bonde · g7 svart bonde · h7 svart bonde · a2 vit bonde · b2 vit bonde · c2 vit bonde · d2 vit bonde · e2 vit bonde · f2 vit bonde · g2 vit bonde · h2 vit bonde | a7 svart bonde · b7 svart bonde · c7 svart bonde · d7 svart bonde · e7 svart bonde · f7 svart bonde · g7 svart bonde · h7 svart bonde · a2 vit bonde · b2 vit bonde · c2 vit bonde · d2 vit bonde · e2 vit bonde · f2 vit bonde · g2 vit bonde · h2 vit bonde | a7 svart bonde · b7 svart bonde · c7 svart bonde · d7 svart bonde · e7 svart bonde · f7 svart bonde · g7 svart bonde · h7 svart bonde · a2 vit bonde · b2 vit bonde · c2 vit bonde · d2 vit bonde · e2 vit bonde · f2 vit bonde · g2 vit bonde · h2 vit bonde | a7 svart bonde · b7 svart bonde · c7 svart bonde · d7 svart bonde · e7 svart bonde · f7 svart bonde · g7 svart bonde · h7 svart bonde · a2 vit bonde · b2 vit bonde · c2 vit bonde · d2 vit bonde · e2 vit bonde · f2 vit bonde · g2 vit bonde · h2 vit bonde | a7 svart bonde · b7 svart bonde · c7 svart bonde · d7 svart bonde · e7 svart bonde · f7 svart bonde · g7 svart bonde · h7 svart bonde · a2 vit bonde · b2 vit bonde · c2 vit bonde · d2 vit bonde · e2 vit bonde · f2 vit bonde · g2 vit bonde · h2 vit bonde | a7 svart bonde · b7 svart bonde · c7 svart bonde · d7 svart bonde · e7 svart bonde · f7 svart bonde · g7 svart bonde · h7 svart bonde · a2 vit bonde · b2 vit bonde · c2 vit bonde · d2 vit bonde · e2 vit bonde · f2 vit bonde · g2 vit bonde · h2 vit bonde | 6 |
| 5 | a7 svart bonde · b7 svart bonde · c7 svart bonde · d7 svart bonde · e7 svart bonde · f7 svart bonde · g7 svart bonde · h7 svart bonde · a2 vit bonde · b2 vit bonde · c2 vit bonde · d2 vit bonde · e2 vit bonde · f2 vit bonde · g2 vit bonde · h2 vit bonde | a7 svart bonde · b7 svart bonde · c7 svart bonde · d7 svart bonde · e7 svart bonde · f7 svart bonde · g7 svart bonde · h7 svart bonde · a2 vit bonde · b2 vit bonde · c2 vit bonde · d2 vit bonde · e2 vit bonde · f2 vit bonde · g2 vit bonde · h2 vit bonde | a7 svart bonde · b7 svart bonde · c7 svart bonde · d7 svart bonde · e7 svart bonde · f7 svart bonde · g7 svart bonde · h7 svart bonde · a2 vit bonde · b2 vit bonde · c2 vit bonde · d2 vit bonde · e2 vit bonde · f2 vit bonde · g2 vit bonde · h2 vit bonde | a7 svart bonde · b7 svart bonde · c7 svart bonde · d7 svart bonde · e7 svart bonde · f7 svart bonde · g7 svart bonde · h7 svart bonde · a2 vit bonde · b2 vit bonde · c2 vit bonde · d2 vit bonde · e2 vit bonde · f2 vit bonde · g2 vit bonde · h2 vit bonde | a7 svart bonde · b7 svart bonde · c7 svart bonde · d7 svart bonde · e7 svart bonde · f7 svart bonde · g7 svart bonde · h7 svart bonde · a2 vit bonde · b2 vit bonde · c2 vit bonde · d2 vit bonde · e2 vit bonde · f2 vit bonde · g2 vit bonde · h2 vit bonde | a7 svart bonde · b7 svart bonde · c7 svart bonde · d7 svart bonde · e7 svart bonde · f7 svart bonde · g7 svart bonde · h7 svart bonde · a2 vit bonde · b2 vit bonde · c2 vit bonde · d2 vit bonde · e2 vit bonde · f2 vit bonde · g2 vit bonde · h2 vit bonde | a7 svart bonde · b7 svart bonde · c7 svart bonde · d7 svart bonde · e7 svart bonde · f7 svart bonde · g7 svart bonde · h7 svart bonde · a2 vit bonde · b2 vit bonde · c2 vit bonde · d2 vit bonde · e2 vit bonde · f2 vit bonde · g2 vit bonde · h2 vit bonde | a7 svart bonde · b7 svart bonde · c7 svart bonde · d7 svart bonde · e7 svart bonde · f7 svart bonde · g7 svart bonde · h7 svart bonde · a2 vit bonde · b2 vit bonde · c2 vit bonde · d2 vit bonde · e2 vit bonde · f2 vit bonde · g2 vit bonde · h2 vit bonde | 5 |
| 4 | a7 svart bonde · b7 svart bonde · c7 svart bonde · d7 svart bonde · e7 svart bonde · f7 svart bonde · g7 svart bonde · h7 svart bonde · a2 vit bonde · b2 vit bonde · c2 vit bonde · d2 vit bonde · e2 vit bonde · f2 vit bonde · g2 vit bonde · h2 vit bonde | a7 svart bonde · b7 svart bonde · c7 svart bonde · d7 svart bonde · e7 svart bonde · f7 svart bonde · g7 svart bonde · h7 svart bonde · a2 vit bonde · b2 vit bonde · c2 vit bonde · d2 vit bonde · e2 vit bonde · f2 vit bonde · g2 vit bonde · h2 vit bonde | a7 svart bonde · b7 svart bonde · c7 svart bonde · d7 svart bonde · e7 svart bonde · f7 svart bonde · g7 svart bonde · h7 svart bonde · a2 vit bonde · b2 vit bonde · c2 vit bonde · d2 vit bonde · e2 vit bonde · f2 vit bonde · g2 vit bonde · h2 vit bonde | a7 svart bonde · b7 svart bonde · c7 svart bonde · d7 svart bonde · e7 svart bonde · f7 svart bonde · g7 svart bonde · h7 svart bonde · a2 vit bonde · b2 vit bonde · c2 vit bonde · d2 vit bonde · e2 vit bonde · f2 vit bonde · g2 vit bonde · h2 vit bonde | a7 svart bonde · b7 svart bonde · c7 svart bonde · d7 svart bonde · e7 svart bonde · f7 svart bonde · g7 svart bonde · h7 svart bonde · a2 vit bonde · b2 vit bonde · c2 vit bonde · d2 vit bonde · e2 vit bonde · f2 vit bonde · g2 vit bonde · h2 vit bonde | a7 svart bonde · b7 svart bonde · c7 svart bonde · d7 svart bonde · e7 svart bonde · f7 svart bonde · g7 svart bonde · h7 svart bonde · a2 vit bonde · b2 vit bonde · c2 vit bonde · d2 vit bonde · e2 vit bonde · f2 vit bonde · g2 vit bonde · h2 vit bonde | a7 svart bonde · b7 svart bonde · c7 svart bonde · d7 svart bonde · e7 svart bonde · f7 svart bonde · g7 svart bonde · h7 svart bonde · a2 vit bonde · b2 vit bonde · c2 vit bonde · d2 vit bonde · e2 vit bonde · f2 vit bonde · g2 vit bonde · h2 vit bonde | a7 svart bonde · b7 svart bonde · c7 svart bonde · d7 svart bonde · e7 svart bonde · f7 svart bonde · g7 svart bonde · h7 svart bonde · a2 vit bonde · b2 vit bonde · c2 vit bonde · d2 vit bonde · e2 vit bonde · f2 vit bonde · g2 vit bonde · h2 vit bonde | 4 |
| 3 | a7 svart bonde · b7 svart bonde · c7 svart bonde · d7 svart bonde · e7 svart bonde · f7 svart bonde · g7 svart bonde · h7 svart bonde · a2 vit bonde · b2 vit bonde · c2 vit bonde · d2 vit bonde · e2 vit bonde · f2 vit bonde · g2 vit bonde · h2 vit bonde | a7 svart bonde · b7 svart bonde · c7 svart bonde · d7 svart bonde · e7 svart bonde · f7 svart bonde · g7 svart bonde · h7 svart bonde · a2 vit bonde · b2 vit bonde · c2 vit bonde · d2 vit bonde · e2 vit bonde · f2 vit bonde · g2 vit bonde · h2 vit bonde | a7 svart bonde · b7 svart bonde · c7 svart bonde · d7 svart bonde · e7 svart bonde · f7 svart bonde · g7 svart bonde · h7 svart bonde · a2 vit bonde · b2 vit bonde · c2 vit bonde · d2 vit bonde · e2 vit bonde · f2 vit bonde · g2 vit bonde · h2 vit bonde | a7 svart bonde · b7 svart bonde · c7 svart bonde · d7 svart bonde · e7 svart bonde · f7 svart bonde · g7 svart bonde · h7 svart bonde · a2 vit bonde · b2 vit bonde · c2 vit bonde · d2 vit bonde · e2 vit bonde · f2 vit bonde · g2 vit bonde · h2 vit bonde | a7 svart bonde · b7 svart bonde · c7 svart bonde · d7 svart bonde · e7 svart bonde · f7 svart bonde · g7 svart bonde · h7 svart bonde · a2 vit bonde · b2 vit bonde · c2 vit bonde · d2 vit bonde · e2 vit bonde · f2 vit bonde · g2 vit bonde · h2 vit bonde | a7 svart bonde · b7 svart bonde · c7 svart bonde · d7 svart bonde · e7 svart bonde · f7 svart bonde · g7 svart bonde · h7 svart bonde · a2 vit bonde · b2 vit bonde · c2 vit bonde · d2 vit bonde · e2 vit bonde · f2 vit bonde · g2 vit bonde · h2 vit bonde | a7 svart bonde · b7 svart bonde · c7 svart bonde · d7 svart bonde · e7 svart bonde · f7 svart bonde · g7 svart bonde · h7 svart bonde · a2 vit bonde · b2 vit bonde · c2 vit bonde · d2 vit bonde · e2 vit bonde · f2 vit bonde · g2 vit bonde · h2 vit bonde | a7 svart bonde · b7 svart bonde · c7 svart bonde · d7 svart bonde · e7 svart bonde · f7 svart bonde · g7 svart bonde · h7 svart bonde · a2 vit bonde · b2 vit bonde · c2 vit bonde · d2 vit bonde · e2 vit bonde · f2 vit bonde · g2 vit bonde · h2 vit bonde | 3 |
| 2 | a7 svart bonde · b7 svart bonde · c7 svart bonde · d7 svart bonde · e7 svart bonde · f7 svart bonde · g7 svart bonde · h7 svart bonde · a2 vit bonde · b2 vit bonde · c2 vit bonde · d2 vit bonde · e2 vit bonde · f2 vit bonde · g2 vit bonde · h2 vit bonde | a7 svart bonde · b7 svart bonde · c7 svart bonde · d7 svart bonde · e7 svart bonde · f7 svart bonde · g7 svart bonde · h7 svart bonde · a2 vit bonde · b2 vit bonde · c2 vit bonde · d2 vit bonde · e2 vit bonde · f2 vit bonde · g2 vit bonde · h2 vit bonde | a7 svart bonde · b7 svart bonde · c7 svart bonde · d7 svart bonde · e7 svart bonde · f7 svart bonde · g7 svart bonde · h7 svart bonde · a2 vit bonde · b2 vit bonde · c2 vit bonde · d2 vit bonde · e2 vit bonde · f2 vit bonde · g2 vit bonde · h2 vit bonde | a7 svart bonde · b7 svart bonde · c7 svart bonde · d7 svart bonde · e7 svart bonde · f7 svart bonde · g7 svart bonde · h7 svart bonde · a2 vit bonde · b2 vit bonde · c2 vit bonde · d2 vit bonde · e2 vit bonde · f2 vit bonde · g2 vit bonde · h2 vit bonde | a7 svart bonde · b7 svart bonde · c7 svart bonde · d7 svart bonde · e7 svart bonde · f7 svart bonde · g7 svart bonde · h7 svart bonde · a2 vit bonde · b2 vit bonde · c2 vit bonde · d2 vit bonde · e2 vit bonde · f2 vit bonde · g2 vit bonde · h2 vit bonde | a7 svart bonde · b7 svart bonde · c7 svart bonde · d7 svart bonde · e7 svart bonde · f7 svart bonde · g7 svart bonde · h7 svart bonde · a2 vit bonde · b2 vit bonde · c2 vit bonde · d2 vit bonde · e2 vit bonde · f2 vit bonde · g2 vit bonde · h2 vit bonde | a7 svart bonde · b7 svart bonde · c7 svart bonde · d7 svart bonde · e7 svart bonde · f7 svart bonde · g7 svart bonde · h7 svart bonde · a2 vit bonde · b2 vit bonde · c2 vit bonde · d2 vit bonde · e2 vit bonde · f2 vit bonde · g2 vit bonde · h2 vit bonde | a7 svart bonde · b7 svart bonde · c7 svart bonde · d7 svart bonde · e7 svart bonde · f7 svart bonde · g7 svart bonde · h7 svart bonde · a2 vit bonde · b2 vit bonde · c2 vit bonde · d2 vit bonde · e2 vit bonde · f2 vit bonde · g2 vit bonde · h2 vit bonde | 2 |
| 1 | a7 svart bonde · b7 svart bonde · c7 svart bonde · d7 svart bonde · e7 svart bonde · f7 svart bonde · g7 svart bonde · h7 svart bonde · a2 vit bonde · b2 vit bonde · c2 vit bonde · d2 vit bonde · e2 vit bonde · f2 vit bonde · g2 vit bonde · h2 vit bonde | a7 svart bonde · b7 svart bonde · c7 svart bonde · d7 svart bonde · e7 svart bonde · f7 svart bonde · g7 svart bonde · h7 svart bonde · a2 vit bonde · b2 vit bonde · c2 vit bonde · d2 vit bonde · e2 vit bonde · f2 vit bonde · g2 vit bonde · h2 vit bonde | a7 svart bonde · b7 svart bonde · c7 svart bonde · d7 svart bonde · e7 svart bonde · f7 svart bonde · g7 svart bonde · h7 svart bonde · a2 vit bonde · b2 vit bonde · c2 vit bonde · d2 vit bonde · e2 vit bonde · f2 vit bonde · g2 vit bonde · h2 vit bonde | a7 svart bonde · b7 svart bonde · c7 svart bonde · d7 svart bonde · e7 svart bonde · f7 svart bonde · g7 svart bonde · h7 svart bonde · a2 vit bonde · b2 vit bonde · c2 vit bonde · d2 vit bonde · e2 vit bonde · f2 vit bonde · g2 vit bonde · h2 vit bonde | a7 svart bonde · b7 svart bonde · c7 svart bonde · d7 svart bonde · e7 svart bonde · f7 svart bonde · g7 svart bonde · h7 svart bonde · a2 vit bonde · b2 vit bonde · c2 vit bonde · d2 vit bonde · e2 vit bonde · f2 vit bonde · g2 vit bonde · h2 vit bonde | a7 svart bonde · b7 svart bonde · c7 svart bonde · d7 svart bonde · e7 svart bonde · f7 svart bonde · g7 svart bonde · h7 svart bonde · a2 vit bonde · b2 vit bonde · c2 vit bonde · d2 vit bonde · e2 vit bonde · f2 vit bonde · g2 vit bonde · h2 vit bonde | a7 svart bonde · b7 svart bonde · c7 svart bonde · d7 svart bonde · e7 svart bonde · f7 svart bonde · g7 svart bonde · h7 svart bonde · a2 vit bonde · b2 vit bonde · c2 vit bonde · d2 vit bonde · e2 vit bonde · f2 vit bonde · g2 vit bonde · h2 vit bonde | a7 svart bonde · b7 svart bonde · c7 svart bonde · d7 svart bonde · e7 svart bonde · f7 svart bonde · g7 svart bonde · h7 svart bonde · a2 vit bonde · b2 vit bonde · c2 vit bonde · d2 vit bonde · e2 vit bonde · f2 vit bonde · g2 vit bonde · h2 vit bonde | 1 |
|   | a | b | c | d | e | f | g | h |   |

|   | a | b | c | d | e | f | g | h |   |
| 8 | d8 svart kryss · e8 vit cirkel · f8 svart kryss · e7 vit bonde · a5 svart kryss · b5 vit cirkel · c5 svart kryss · b4 vit bonde · f4 vit cirkel · e3 svart kryss · f3 vit cirkel · g3 svart kryss · f2 vit bonde | d8 svart kryss · e8 vit cirkel · f8 svart kryss · e7 vit bonde · a5 svart kryss · b5 vit cirkel · c5 svart kryss · b4 vit bonde · f4 vit cirkel · e3 svart kryss · f3 vit cirkel · g3 svart kryss · f2 vit bonde | d8 svart kryss · e8 vit cirkel · f8 svart kryss · e7 vit bonde · a5 svart kryss · b5 vit cirkel · c5 svart kryss · b4 vit bonde · f4 vit cirkel · e3 svart kryss · f3 vit cirkel · g3 svart kryss · f2 vit bonde | d8 svart kryss · e8 vit cirkel · f8 svart kryss · e7 vit bonde · a5 svart kryss · b5 vit cirkel · c5 svart kryss · b4 vit bonde · f4 vit cirkel · e3 svart kryss · f3 vit cirkel · g3 svart kryss · f2 vit bonde | d8 svart kryss · e8 vit cirkel · f8 svart kryss · e7 vit bonde · a5 svart kryss · b5 vit cirkel · c5 svart kryss · b4 vit bonde · f4 vit cirkel · e3 svart kryss · f3 vit cirkel · g3 svart kryss · f2 vit bonde | d8 svart kryss · e8 vit cirkel · f8 svart kryss · e7 vit bonde · a5 svart kryss · b5 vit cirkel · c5 svart kryss · b4 vit bonde · f4 vit cirkel · e3 svart kryss · f3 vit cirkel · g3 svart kryss · f2 vit bonde | d8 svart kryss · e8 vit cirkel · f8 svart kryss · e7 vit bonde · a5 svart kryss · b5 vit cirkel · c5 svart kryss · b4 vit bonde · f4 vit cirkel · e3 svart kryss · f3 vit cirkel · g3 svart kryss · f2 vit bonde | d8 svart kryss · e8 vit cirkel · f8 svart kryss · e7 vit bonde · a5 svart kryss · b5 vit cirkel · c5 svart kryss · b4 vit bonde · f4 vit cirkel · e3 svart kryss · f3 vit cirkel · g3 svart kryss · f2 vit bonde | 8 |
| 7 | d8 svart kryss · e8 vit cirkel · f8 svart kryss · e7 vit bonde · a5 svart kryss · b5 vit cirkel · c5 svart kryss · b4 vit bonde · f4 vit cirkel · e3 svart kryss · f3 vit cirkel · g3 svart kryss · f2 vit bonde | d8 svart kryss · e8 vit cirkel · f8 svart kryss · e7 vit bonde · a5 svart kryss · b5 vit cirkel · c5 svart kryss · b4 vit bonde · f4 vit cirkel · e3 svart kryss · f3 vit cirkel · g3 svart kryss · f2 vit bonde | d8 svart kryss · e8 vit cirkel · f8 svart kryss · e7 vit bonde · a5 svart kryss · b5 vit cirkel · c5 svart kryss · b4 vit bonde · f4 vit cirkel · e3 svart kryss · f3 vit cirkel · g3 svart kryss · f2 vit bonde | d8 svart kryss · e8 vit cirkel · f8 svart kryss · e7 vit bonde · a5 svart kryss · b5 vit cirkel · c5 svart kryss · b4 vit bonde · f4 vit cirkel · e3 svart kryss · f3 vit cirkel · g3 svart kryss · f2 vit bonde | d8 svart kryss · e8 vit cirkel · f8 svart kryss · e7 vit bonde · a5 svart kryss · b5 vit cirkel · c5 svart kryss · b4 vit bonde · f4 vit cirkel · e3 svart kryss · f3 vit cirkel · g3 svart kryss · f2 vit bonde | d8 svart kryss · e8 vit cirkel · f8 svart kryss · e7 vit bonde · a5 svart kryss · b5 vit cirkel · c5 svart kryss · b4 vit bonde · f4 vit cirkel · e3 svart kryss · f3 vit cirkel · g3 svart kryss · f2 vit bonde | d8 svart kryss · e8 vit cirkel · f8 svart kryss · e7 vit bonde · a5 svart kryss · b5 vit cirkel · c5 svart kryss · b4 vit bonde · f4 vit cirkel · e3 svart kryss · f3 vit cirkel · g3 svart kryss · f2 vit bonde | d8 svart kryss · e8 vit cirkel · f8 svart kryss · e7 vit bonde · a5 svart kryss · b5 vit cirkel · c5 svart kryss · b4 vit bonde · f4 vit cirkel · e3 svart kryss · f3 vit cirkel · g3 svart kryss · f2 vit bonde | 7 |
| 6 | d8 svart kryss · e8 vit cirkel · f8 svart kryss · e7 vit bonde · a5 svart kryss · b5 vit cirkel · c5 svart kryss · b4 vit bonde · f4 vit cirkel · e3 svart kryss · f3 vit cirkel · g3 svart kryss · f2 vit bonde | d8 svart kryss · e8 vit cirkel · f8 svart kryss · e7 vit bonde · a5 svart kryss · b5 vit cirkel · c5 svart kryss · b4 vit bonde · f4 vit cirkel · e3 svart kryss · f3 vit cirkel · g3 svart kryss · f2 vit bonde | d8 svart kryss · e8 vit cirkel · f8 svart kryss · e7 vit bonde · a5 svart kryss · b5 vit cirkel · c5 svart kryss · b4 vit bonde · f4 vit cirkel · e3 svart kryss · f3 vit cirkel · g3 svart kryss · f2 vit bonde | d8 svart kryss · e8 vit cirkel · f8 svart kryss · e7 vit bonde · a5 svart kryss · b5 vit cirkel · c5 svart kryss · b4 vit bonde · f4 vit cirkel · e3 svart kryss · f3 vit cirkel · g3 svart kryss · f2 vit bonde | d8 svart kryss · e8 vit cirkel · f8 svart kryss · e7 vit bonde · a5 svart kryss · b5 vit cirkel · c5 svart kryss · b4 vit bonde · f4 vit cirkel · e3 svart kryss · f3 vit cirkel · g3 svart kryss · f2 vit bonde | d8 svart kryss · e8 vit cirkel · f8 svart kryss · e7 vit bonde · a5 svart kryss · b5 vit cirkel · c5 svart kryss · b4 vit bonde · f4 vit cirkel · e3 svart kryss · f3 vit cirkel · g3 svart kryss · f2 vit bonde | d8 svart kryss · e8 vit cirkel · f8 svart kryss · e7 vit bonde · a5 svart kryss · b5 vit cirkel · c5 svart kryss · b4 vit bonde · f4 vit cirkel · e3 svart kryss · f3 vit cirkel · g3 svart kryss · f2 vit bonde | d8 svart kryss · e8 vit cirkel · f8 svart kryss · e7 vit bonde · a5 svart kryss · b5 vit cirkel · c5 svart kryss · b4 vit bonde · f4 vit cirkel · e3 svart kryss · f3 vit cirkel · g3 svart kryss · f2 vit bonde | 6 |
| 5 | d8 svart kryss · e8 vit cirkel · f8 svart kryss · e7 vit bonde · a5 svart kryss · b5 vit cirkel · c5 svart kryss · b4 vit bonde · f4 vit cirkel · e3 svart kryss · f3 vit cirkel · g3 svart kryss · f2 vit bonde | d8 svart kryss · e8 vit cirkel · f8 svart kryss · e7 vit bonde · a5 svart kryss · b5 vit cirkel · c5 svart kryss · b4 vit bonde · f4 vit cirkel · e3 svart kryss · f3 vit cirkel · g3 svart kryss · f2 vit bonde | d8 svart kryss · e8 vit cirkel · f8 svart kryss · e7 vit bonde · a5 svart kryss · b5 vit cirkel · c5 svart kryss · b4 vit bonde · f4 vit cirkel · e3 svart kryss · f3 vit cirkel · g3 svart kryss · f2 vit bonde | d8 svart kryss · e8 vit cirkel · f8 svart kryss · e7 vit bonde · a5 svart kryss · b5 vit cirkel · c5 svart kryss · b4 vit bonde · f4 vit cirkel · e3 svart kryss · f3 vit cirkel · g3 svart kryss · f2 vit bonde | d8 svart kryss · e8 vit cirkel · f8 svart kryss · e7 vit bonde · a5 svart kryss · b5 vit cirkel · c5 svart kryss · b4 vit bonde · f4 vit cirkel · e3 svart kryss · f3 vit cirkel · g3 svart kryss · f2 vit bonde | d8 svart kryss · e8 vit cirkel · f8 svart kryss · e7 vit bonde · a5 svart kryss · b5 vit cirkel · c5 svart kryss · b4 vit bonde · f4 vit cirkel · e3 svart kryss · f3 vit cirkel · g3 svart kryss · f2 vit bonde | d8 svart kryss · e8 vit cirkel · f8 svart kryss · e7 vit bonde · a5 svart kryss · b5 vit cirkel · c5 svart kryss · b4 vit bonde · f4 vit cirkel · e3 svart kryss · f3 vit cirkel · g3 svart kryss · f2 vit bonde | d8 svart kryss · e8 vit cirkel · f8 svart kryss · e7 vit bonde · a5 svart kryss · b5 vit cirkel · c5 svart kryss · b4 vit bonde · f4 vit cirkel · e3 svart kryss · f3 vit cirkel · g3 svart kryss · f2 vit bonde | 5 |
| 4 | d8 svart kryss · e8 vit cirkel · f8 svart kryss · e7 vit bonde · a5 svart kryss · b5 vit cirkel · c5 svart kryss · b4 vit bonde · f4 vit cirkel · e3 svart kryss · f3 vit cirkel · g3 svart kryss · f2 vit bonde | d8 svart kryss · e8 vit cirkel · f8 svart kryss · e7 vit bonde · a5 svart kryss · b5 vit cirkel · c5 svart kryss · b4 vit bonde · f4 vit cirkel · e3 svart kryss · f3 vit cirkel · g3 svart kryss · f2 vit bonde | d8 svart kryss · e8 vit cirkel · f8 svart kryss · e7 vit bonde · a5 svart kryss · b5 vit cirkel · c5 svart kryss · b4 vit bonde · f4 vit cirkel · e3 svart kryss · f3 vit cirkel · g3 svart kryss · f2 vit bonde | d8 svart kryss · e8 vit cirkel · f8 svart kryss · e7 vit bonde · a5 svart kryss · b5 vit cirkel · c5 svart kryss · b4 vit bonde · f4 vit cirkel · e3 svart kryss · f3 vit cirkel · g3 svart kryss · f2 vit bonde | d8 svart kryss · e8 vit cirkel · f8 svart kryss · e7 vit bonde · a5 svart kryss · b5 vit cirkel · c5 svart kryss · b4 vit bonde · f4 vit cirkel · e3 svart kryss · f3 vit cirkel · g3 svart kryss · f2 vit bonde | d8 svart kryss · e8 vit cirkel · f8 svart kryss · e7 vit bonde · a5 svart kryss · b5 vit cirkel · c5 svart kryss · b4 vit bonde · f4 vit cirkel · e3 svart kryss · f3 vit cirkel · g3 svart kryss · f2 vit bonde | d8 svart kryss · e8 vit cirkel · f8 svart kryss · e7 vit bonde · a5 svart kryss · b5 vit cirkel · c5 svart kryss · b4 vit bonde · f4 vit cirkel · e3 svart kryss · f3 vit cirkel · g3 svart kryss · f2 vit bonde | d8 svart kryss · e8 vit cirkel · f8 svart kryss · e7 vit bonde · a5 svart kryss · b5 vit cirkel · c5 svart kryss · b4 vit bonde · f4 vit cirkel · e3 svart kryss · f3 vit cirkel · g3 svart kryss · f2 vit bonde | 4 |
| 3 | d8 svart kryss · e8 vit cirkel · f8 svart kryss · e7 vit bonde · a5 svart kryss · b5 vit cirkel · c5 svart kryss · b4 vit bonde · f4 vit cirkel · e3 svart kryss · f3 vit cirkel · g3 svart kryss · f2 vit bonde | d8 svart kryss · e8 vit cirkel · f8 svart kryss · e7 vit bonde · a5 svart kryss · b5 vit cirkel · c5 svart kryss · b4 vit bonde · f4 vit cirkel · e3 svart kryss · f3 vit cirkel · g3 svart kryss · f2 vit bonde | d8 svart kryss · e8 vit cirkel · f8 svart kryss · e7 vit bonde · a5 svart kryss · b5 vit cirkel · c5 svart kryss · b4 vit bonde · f4 vit cirkel · e3 svart kryss · f3 vit cirkel · g3 svart kryss · f2 vit bonde | d8 svart kryss · e8 vit cirkel · f8 svart kryss · e7 vit bonde · a5 svart kryss · b5 vit cirkel · c5 svart kryss · b4 vit bonde · f4 vit cirkel · e3 svart kryss · f3 vit cirkel · g3 svart kryss · f2 vit bonde | d8 svart kryss · e8 vit cirkel · f8 svart kryss · e7 vit bonde · a5 svart kryss · b5 vit cirkel · c5 svart kryss · b4 vit bonde · f4 vit cirkel · e3 svart kryss · f3 vit cirkel · g3 svart kryss · f2 vit bonde | d8 svart kryss · e8 vit cirkel · f8 svart kryss · e7 vit bonde · a5 svart kryss · b5 vit cirkel · c5 svart kryss · b4 vit bonde · f4 vit cirkel · e3 svart kryss · f3 vit cirkel · g3 svart kryss · f2 vit bonde | d8 svart kryss · e8 vit cirkel · f8 svart kryss · e7 vit bonde · a5 svart kryss · b5 vit cirkel · c5 svart kryss · b4 vit bonde · f4 vit cirkel · e3 svart kryss · f3 vit cirkel · g3 svart kryss · f2 vit bonde | d8 svart kryss · e8 vit cirkel · f8 svart kryss · e7 vit bonde · a5 svart kryss · b5 vit cirkel · c5 svart kryss · b4 vit bonde · f4 vit cirkel · e3 svart kryss · f3 vit cirkel · g3 svart kryss · f2 vit bonde | 3 |
| 2 | d8 svart kryss · e8 vit cirkel · f8 svart kryss · e7 vit bonde · a5 svart kryss · b5 vit cirkel · c5 svart kryss · b4 vit bonde · f4 vit cirkel · e3 svart kryss · f3 vit cirkel · g3 svart kryss · f2 vit bonde | d8 svart kryss · e8 vit cirkel · f8 svart kryss · e7 vit bonde · a5 svart kryss · b5 vit cirkel · c5 svart kryss · b4 vit bonde · f4 vit cirkel · e3 svart kryss · f3 vit cirkel · g3 svart kryss · f2 vit bonde | d8 svart kryss · e8 vit cirkel · f8 svart kryss · e7 vit bonde · a5 svart kryss · b5 vit cirkel · c5 svart kryss · b4 vit bonde · f4 vit cirkel · e3 svart kryss · f3 vit cirkel · g3 svart kryss · f2 vit bonde | d8 svart kryss · e8 vit cirkel · f8 svart kryss · e7 vit bonde · a5 svart kryss · b5 vit cirkel · c5 svart kryss · b4 vit bonde · f4 vit cirkel · e3 svart kryss · f3 vit cirkel · g3 svart kryss · f2 vit bonde | d8 svart kryss · e8 vit cirkel · f8 svart kryss · e7 vit bonde · a5 svart kryss · b5 vit cirkel · c5 svart kryss · b4 vit bonde · f4 vit cirkel · e3 svart kryss · f3 vit cirkel · g3 svart kryss · f2 vit bonde | d8 svart kryss · e8 vit cirkel · f8 svart kryss · e7 vit bonde · a5 svart kryss · b5 vit cirkel · c5 svart kryss · b4 vit bonde · f4 vit cirkel · e3 svart kryss · f3 vit cirkel · g3 svart kryss · f2 vit bonde | d8 svart kryss · e8 vit cirkel · f8 svart kryss · e7 vit bonde · a5 svart kryss · b5 vit cirkel · c5 svart kryss · b4 vit bonde · f4 vit cirkel · e3 svart kryss · f3 vit cirkel · g3 svart kryss · f2 vit bonde | d8 svart kryss · e8 vit cirkel · f8 svart kryss · e7 vit bonde · a5 svart kryss · b5 vit cirkel · c5 svart kryss · b4 vit bonde · f4 vit cirkel · e3 svart kryss · f3 vit cirkel · g3 svart kryss · f2 vit bonde | 2 |
| 1 | d8 svart kryss · e8 vit cirkel · f8 svart kryss · e7 vit bonde · a5 svart kryss · b5 vit cirkel · c5 svart kryss · b4 vit bonde · f4 vit cirkel · e3 svart kryss · f3 vit cirkel · g3 svart kryss · f2 vit bonde | d8 svart kryss · e8 vit cirkel · f8 svart kryss · e7 vit bonde · a5 svart kryss · b5 vit cirkel · c5 svart kryss · b4 vit bonde · f4 vit cirkel · e3 svart kryss · f3 vit cirkel · g3 svart kryss · f2 vit bonde | d8 svart kryss · e8 vit cirkel · f8 svart kryss · e7 vit bonde · a5 svart kryss · b5 vit cirkel · c5 svart kryss · b4 vit bonde · f4 vit cirkel · e3 svart kryss · f3 vit cirkel · g3 svart kryss · f2 vit bonde | d8 svart kryss · e8 vit cirkel · f8 svart kryss · e7 vit bonde · a5 svart kryss · b5 vit cirkel · c5 svart kryss · b4 vit bonde · f4 vit cirkel · e3 svart kryss · f3 vit cirkel · g3 svart kryss · f2 vit bonde | d8 svart kryss · e8 vit cirkel · f8 svart kryss · e7 vit bonde · a5 svart kryss · b5 vit cirkel · c5 svart kryss · b4 vit bonde · f4 vit cirkel · e3 svart kryss · f3 vit cirkel · g3 svart kryss · f2 vit bonde | d8 svart kryss · e8 vit cirkel · f8 svart kryss · e7 vit bonde · a5 svart kryss · b5 vit cirkel · c5 svart kryss · b4 vit bonde · f4 vit cirkel · e3 svart kryss · f3 vit cirkel · g3 svart kryss · f2 vit bonde | d8 svart kryss · e8 vit cirkel · f8 svart kryss · e7 vit bonde · a5 svart kryss · b5 vit cirkel · c5 svart kryss · b4 vit bonde · f4 vit cirkel · e3 svart kryss · f3 vit cirkel · g3 svart kryss · f2 vit bonde | d8 svart kryss · e8 vit cirkel · f8 svart kryss · e7 vit bonde · a5 svart kryss · b5 vit cirkel · c5 svart kryss · b4 vit bonde · f4 vit cirkel · e3 svart kryss · f3 vit cirkel · g3 svart kryss · f2 vit bonde | 1 |
|   | a | b | c | d | e | f | g | h |   |

|   | a                                                                | b                                                                | c                                                                | d                                                                | e                                                                | f                                                                | g                                                                | h                                                                |   |
| 8 | e7 svart bonde · e6 svart kryss · d5 vit bonde · e5 svart cirkel | e7 svart bonde · e6 svart kryss · d5 vit bonde · e5 svart cirkel | e7 svart bonde · e6 svart kryss · d5 vit bonde · e5 svart cirkel | e7 svart bonde · e6 svart kryss · d5 vit bonde · e5 svart cirkel | e7 svart bonde · e6 svart kryss · d5 vit bonde · e5 svart cirkel | e7 svart bonde · e6 svart kryss · d5 vit bonde · e5 svart cirkel | e7 svart bonde · e6 svart kryss · d5 vit bonde · e5 svart cirkel | e7 svart bonde · e6 svart kryss · d5 vit bonde · e5 svart cirkel | 8 |
| 7 | e7 svart bonde · e6 svart kryss · d5 vit bonde · e5 svart cirkel | e7 svart bonde · e6 svart kryss · d5 vit bonde · e5 svart cirkel | e7 svart bonde · e6 svart kryss · d5 vit bonde · e5 svart cirkel | e7 svart bonde · e6 svart kryss · d5 vit bonde · e5 svart cirkel | e7 svart bonde · e6 svart kryss · d5 vit bonde · e5 svart cirkel | e7 svart bonde · e6 svart kryss · d5 vit bonde · e5 svart cirkel | e7 svart bonde · e6 svart kryss · d5 vit bonde · e5 svart cirkel | e7 svart bonde · e6 svart kryss · d5 vit bonde · e5 svart cirkel | 7 |
| 6 | e7 svart bonde · e6 svart kryss · d5 vit bonde · e5 svart cirkel | e7 svart bonde · e6 svart kryss · d5 vit bonde · e5 svart cirkel | e7 svart bonde · e6 svart kryss · d5 vit bonde · e5 svart cirkel | e7 svart bonde · e6 svart kryss · d5 vit bonde · e5 svart cirkel | e7 svart bonde · e6 svart kryss · d5 vit bonde · e5 svart cirkel | e7 svart bonde · e6 svart kryss · d5 vit bonde · e5 svart cirkel | e7 svart bonde · e6 svart kryss · d5 vit bonde · e5 svart cirkel | e7 svart bonde · e6 svart kryss · d5 vit bonde · e5 svart cirkel | 6 |
| 5 | e7 svart bonde · e6 svart kryss · d5 vit bonde · e5 svart cirkel | e7 svart bonde · e6 svart kryss · d5 vit bonde · e5 svart cirkel | e7 svart bonde · e6 svart kryss · d5 vit bonde · e5 svart cirkel | e7 svart bonde · e6 svart kryss · d5 vit bonde · e5 svart cirkel | e7 svart bonde · e6 svart kryss · d5 vit bonde · e5 svart cirkel | e7 svart bonde · e6 svart kryss · d5 vit bonde · e5 svart cirkel | e7 svart bonde · e6 svart kryss · d5 vit bonde · e5 svart cirkel | e7 svart bonde · e6 svart kryss · d5 vit bonde · e5 svart cirkel | 5 |
| 4 | e7 svart bonde · e6 svart kryss · d5 vit bonde · e5 svart cirkel | e7 svart bonde · e6 svart kryss · d5 vit bonde · e5 svart cirkel | e7 svart bonde · e6 svart kryss · d5 vit bonde · e5 svart cirkel | e7 svart bonde · e6 svart kryss · d5 vit bonde · e5 svart cirkel | e7 svart bonde · e6 svart kryss · d5 vit bonde · e5 svart cirkel | e7 svart bonde · e6 svart kryss · d5 vit bonde · e5 svart cirkel | e7 svart bonde · e6 svart kryss · d5 vit bonde · e5 svart cirkel | e7 svart bonde · e6 svart kryss · d5 vit bonde · e5 svart cirkel | 4 |
| 3 | e7 svart bonde · e6 svart kryss · d5 vit bonde · e5 svart cirkel | e7 svart bonde · e6 svart kryss · d5 vit bonde · e5 svart cirkel | e7 svart bonde · e6 svart kryss · d5 vit bonde · e5 svart cirkel | e7 svart bonde · e6 svart kryss · d5 vit bonde · e5 svart cirkel | e7 svart bonde · e6 svart kryss · d5 vit bonde · e5 svart cirkel | e7 svart bonde · e6 svart kryss · d5 vit bonde · e5 svart cirkel | e7 svart bonde · e6 svart kryss · d5 vit bonde · e5 svart cirkel | e7 svart bonde · e6 svart kryss · d5 vit bonde · e5 svart cirkel | 3 |
| 2 | e7 svart bonde · e6 svart kryss · d5 vit bonde · e5 svart cirkel | e7 svart bonde · e6 svart kryss · d5 vit bonde · e5 svart cirkel | e7 svart bonde · e6 svart kryss · d5 vit bonde · e5 svart cirkel | e7 svart bonde · e6 svart kryss · d5 vit bonde · e5 svart cirkel | e7 svart bonde · e6 svart kryss · d5 vit bonde · e5 svart cirkel | e7 svart bonde · e6 svart kryss · d5 vit bonde · e5 svart cirkel | e7 svart bonde · e6 svart kryss · d5 vit bonde · e5 svart cirkel | e7 svart bonde · e6 svart kryss · d5 vit bonde · e5 svart cirkel | 2 |
| 1 | e7 svart bonde · e6 svart kryss · d5 vit bonde · e5 svart cirkel | e7 svart bonde · e6 svart kryss · d5 vit bonde · e5 svart cirkel | e7 svart bonde · e6 svart kryss · d5 vit bonde · e5 svart cirkel | e7 svart bonde · e6 svart kryss · d5 vit bonde · e5 svart cirkel | e7 svart bonde · e6 svart kryss · d5 vit bonde · e5 svart cirkel | e7 svart bonde · e6 svart kryss · d5 vit bonde · e5 svart cirkel | e7 svart bonde · e6 svart kryss · d5 vit bonde · e5 svart cirkel | e7 svart bonde · e6 svart kryss · d5 vit bonde · e5 svart cirkel | 1 |
|   | a                                                                | b                                                                | c                                                                | d                                                                | e                                                                | f                                                                | g                                                                | h                                                                |   |

## Olika typer av bönder
Om två bönder finns på samma linje, det vill säga framför varandra, kallas de för dubbelbönder. Om tre bönder finns på samma linje, vilket är mycket sällsynt, kallas de för trippelbönder. Isolerade bönder är ensamma bönder som inte har några grannbönder på de närliggande linjerna. Isolerade bönder kan alltså inte bli garderade av andra bönder. 
Fribönder är bönder som inte har några motståndarbönder på samma eller närliggande linjer. Fribönder kan alltså avancera fritt utan att hindras av motståndarens bönder. Fribönder är en styrka i slutspelet.
Efterblivna bönder är bönder som hindras från att avancera av motståndarbönder på närliggande linjer. De kan vara svaga speciellt om de står på öppna linjer där de kan angripas av motståndarens torn och dam.  
Kantbönder kallas bönder på brädets yttre linjer (a och h). I bondeslutspel med kung och bonde mot ensam kung, är kantbönder svårare att vinna med än andra bönder.
Bönder kan göra gafflar, det vill säga hota flera motståndarpjäser med ett drag, men det är vanligare att andra pjäser, speciellt springare, gör detta.
Bönder som blockerar spelarens egna pjäser kan vara en stor svaghet. En dålig löpare är en löpare som befinner sig på samma fältfärg som de egna bönderna.

## Bondens relativa värde
Bönderna har en begränsad rörelseförmåga och är svagare än andra pjäser. När man bedömer pjäsernas relativa värde så brukar bonden ges värdet 1 och de andra pjäserna ges värden i förhållande till bonden.
Böndernas stora potential ligger i förvandlingen när de når sista raden och i slutspelet ökar böndernas värde. Då kan tre bönder vara värdefullare än en springare medan det tidigare i partiet är tvärtom.
Långt framskjutna fribönder, och allra helst förbundna sådana, kan vara mycket starka. I praktiken kräver de ofta att motståndaren offrar en pjäs för att få stopp på dem.
Andra bönder, som till exempel isolerade dubbelbönder, kan vara i stort sett värdelösa. Kantbönder är aningen svagare än andra bönder eftersom de bara kan slå åt ett håll och är svårare att vinna med i slutspelet.

## Unicode
Unicode har två tecken för bönder.
| Namn        | Symbol | Kod    | HTML (decimal) | HTML (hex) |
| ----------- | ------ | ------ | -------------- | ---------- |
| Vit bonde   | ♙      | U+2659 | &#9817;        | &#x2659;   |
| Svart bonde | ♟      | U+265F | &#9823;        | &#x265F;   |